# Raft (rzeka)
Raft (ang. Raft River) – rzeka w południowej części stanu Idaho w Stanach Zjednoczonych. Jest dopływem rzeki Snake i stanowi część zlewiska rzeki Kolumbia.
Rzeka Raft bierze swój początek w stanie Utah i płynie na północ wzdłuż wschodnich stoków pasma górskiego Albion, by ujść do rzeki Snake na terenie hrabstwa Cassia.
Dorzecze Raft zajmuje obszar około 3900 km², z czego ponad 95% znajduje się w Idaho. 
Nazwę rzece nadali pierwsi użytkownicy szlaku oregońskiego, którzy musieli w tym miejscu budować promy (ang. rafts), by przeprawić przez rzekę swe wozy. W czasach dzisiejszych rzeka jest przez większą część roku sucha.
Szlak oregoński przekracza Raft około 3 km na południe od autostrady międzystanowej nr 86W. Nieco dalej, na szczycie nadrzecznego urwiska, szlak się rozwidlał: szlak kalifornijski skręcał na południe, podczas gdy oregoński podążał nadal na zachód. Groby tych, którzy zginęli lub zostali śmiertelnie ranni pod Massacre Rocks, można napotkać nad rzeką. W tym miejscu doszło do masakry Clarków w roku 1851.
Rzeka Raft uważana była za punkt zwrotny przez emigrantów. Dla nich przeprawa przez Raft była punktem podziału na wschód i zachód.